# مونيخ (الريف الشرقي)
منيخ (بالفارسية: منیخ) هي قرية تقع في إيران في قسم الريف الشرقي الريفي. يقدر عدد سكانها بـ 1,500 نسمة .